# 술레만 하미드
술레만 하미드 술레만(암하라어: ሱሌማን ሀሚድ ሱሌማን, 1997년 10월 20일 ~ )은 에티오피아 프리미어리그 클럽 CBE와 에티오피아 국가대표팀에서 라이트백로 활약하고 있는 에티오피아의 축구 선수이다.

## 구단 경력
하미드는 아다마 시티에서 선수 생활을 시작했다.
2020년 11월 1일, 하미드는 하디야 호스나와 계약했다.
2021년 7월 1일, 하미드는 세인트 조지와 계약을 맺었다.

## 국가대표팀 경력
2020년 10월 22일, 3-2로 패한 잠비아와의 친선 경기에서 에티오피아 축구 국가대표팀 데뷔 전을 치렀다.
그 후 그는 카메룬에서 열린 2021년 아프리카 네이션스컵에 출전했다.